# Роберт Саттон (яхтсмен)
Роберт Саттон (англ. Robert Sutton; 27 квітня 1911 — 13 вересня 1977) — американський яхтсмен.
Олімпійський чемпіон 1932 року в класі 8 метрів.